# NGC 6392
NGC 6392 is een spiraalvormig sterrenstelsel in het sterrenbeeld Paradijsvogel. Het hemelobject werd op 17 juni 1835 ontdekt door de Britse astronoom John Herschel.

## Synoniemen
- ESO 70-12
- IRAS 17379-6945
- PGC 60753